# هايمي رييس
هايمي رييس (بالإسبانية: Jaime Reyes)‏ هو شخصية بطل خارق في قصص مصورة من نشر دي سي كومكس، والشخصية من ابتكار كيث غيفن، و‌جون روجرز، و‌كالي هامنر. ظهرت الشخصية لأول مرة في فبراير 2006، وهايمي هو الشخصية الثالثة التي تحمل لقب البطل الخارق « بلو بيتل ».

## عن الشخصية
يعيش هايمي في إل باسو، تكساس وهو ابن "ألبرتو رييس" و"بيانكا رييس" وشقيق "ميلاغرو رييس". يتمتع هايمي بإحساس جاد بالمسؤولية تجاه عائلته المباشرة وأصدقائه المختلفين، على الرغم من أنه يشتكي من الاضطرار لحل مشاكلهم المختلفة، إلا أنه يستمد القوة والشجاعة من دعمهم، ويريد الأفضل لهم.